# بنینگتون مکان سرشماری (نیوهمپشایر)
بنینگتون مکان سرشماری (به انگلیسی: Bennington) یک منطقهٔ مسکونی در ایالات متحده آمریکا است که در بنینگتون (نیوهمپشایر) واقع شده‌است. بنینگتون مکان سرشماری ۱٫۱۲ کیلومتر مربع مساحت و ۳۳۸ نفر جمعیت دارد و ۲۰۴٫۲۲ متر بالاتر از سطح دریا قرار دارد.